# 福雷斯特維尤 (伊利諾伊州)
福雷斯特維尤（英語：Forest View）是位於美國伊利諾伊州庫克縣的一個村落。

## 地理
福雷斯特維尤的座標為41°48′27″N 87°47′10″W / 41.80750°N 87.78611°W，而該地最高點為海拔高度182米（即597英尺）。

## 人口
根據2010年美國人口普查的數據，福雷斯特維尤的面積為3.31平方千米，當中陸地面積為2.98平方千米，而水域面積為0.33平方千米。當地共有人口698人，而人口密度為每平方千米210人。